# Eupomatia
Eupomatia je jediný rod čeledi Eupomatiaceae nižších dvouděložných rostlin z řádu šácholanotvaré (Magnoliales).

## Charakteristika
Zástupci rodu Eupomatia jsou keře a stromy s jednoduchými střídavými listy. Květy silně vonné, bez okvětí, jehož funkci přebírají hojné bělavé ploché tyčinky. Gyneceum apokarpní, polospodní, v počtu 13 až mnoha plodolistů ponořených do receptákula. Plod je dužnatý a uzavřený v dužnatém receptákulu.
Dva druhy jediného rodu, rostoucí na Nové Guineji a při pobřeží východní Austrálie.

## Význam
Sušené plody Eupomatia laurina se pod jménem bolwarra používají v Austrálii k aromatizování zmrzlin a dalších pokrmů.